# Daphne purpurascens
Daphne purpurascens är en tibastväxtart som beskrevs av S.C. Huang. Daphne purpurascens ingår i släktet tibaster, och familjen tibastväxter. Inga underarter finns listade i Catalogue of Life.